# Each one teach one
Each one teach one (en español 'cada uno enseña al siguiente') es un proverbio afroestadounidense.
La frase se originó en los Estados Unidos durante el periodo de la esclavitud, en una situación en la que los afrodescendientes tenían vedado el acceso a toda educación, incluso a la simple alfabetización. La mayoría de los esclavos fueron mantenidos en un estado de ignorancia hacia cualquier cosa que no fuera sus circunstancias inmediatas, que estaban bajo el control de sus dueños, los legisladores y las autoridades. Cuando un esclavo aprendía o le enseñaban a leer, adquiría la obligación de enseñar a otro, siendo tal el origen del dicho Each one teach one 'cada uno enseña al siguiente';
Muchos de los presos políticos de Robben Island (Sudáfrica) durante el apartheid (1948-1991) eran personas analfabetas. Sus comunicaciones por correo estaban bajo férrea censura y se les escatimaba todo material de lectura. Los presos usaban la frase Each one teach one como consigna para fomentar la instrucción de todos los miembros del movimiento.
Durante la primera mitad del siglo XX, este dicho se aplicó a la obra de un misionero cristiano llamado Frank Laubach, que se valió de esta idea para combatir la pobreza y el analfabetismo en Filipinas. Varias fuentes citan al Dr. Laubach como inventor de la frase, pero muchos otros creen que simplemente la adoptó como herramienta para combatir el analfabetismo.
En la novela Push de Sapphire, de 1996, y en la película de 2009 basada en la misma, Precious, la frase sirve de nombre a una escuela alternativa a la que asiste la personaje protagonista después de haber quedado deshauciada de la escuela pública.
La frase también fue adoptada por la Delancey Street Foundation, ONG con sede en San Francisco que brinda servicios asistenciales de rehabilitación residencial y formación profesional a personas con historial de abuso de drogas o antecedentes carcelarios. La organización incorpora el principio de que «cada uno enseña al siguiente» haciendo que cada miembro haga las veces de mentor de los miembros que van llegando en materias lectivas y en el aprendizaje de distintos oficios que van desde la albañilería hasta la hostelería.